# Andráshida
Andráshida Zalaegerszeg városrésze, 1969 előtt önálló község volt. 1940-ben csatolták hozzá Apátfa, 1950-ben pedig Vorhota községet.

## Fekvése
Andráshida Zalaegerszeg központjától északnyugatra terül el a Zala folyó északi, bal partján a vele összeépült Apátfával és együtt. Vorhota a folyónak a déli, bal partján található. Andráshida ezenkívül összeépült a korábban Kaszaháza egyik részét képező Gébárttal is. A 76-os főút forgalma korábban itt haladt át Zalán a Vorhota és Andráshida közti hídon. Ez a forgalom már elkerüli észak felől; a régi nyomvonal ma a 762-es útszámozást viseli.

## Története

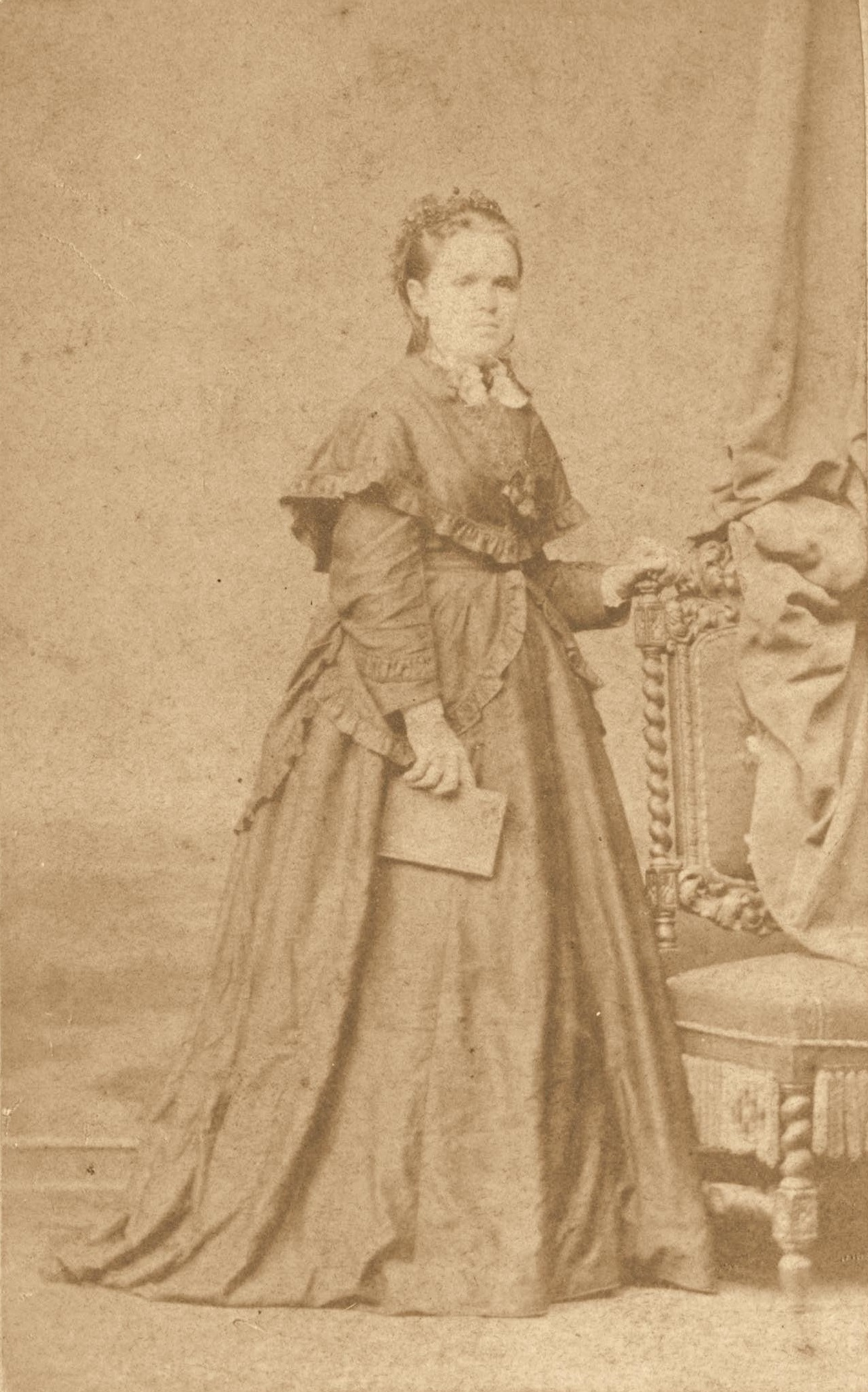
Boldogfai Farkas Ferencné nemesnépi Marton Zsófia (1842-1900) úrnő, nemesvitai Viosz Lajos özvegye, nemesi származású andráshidai birtokos család sarja.

A falu neve arra utal, hogy itt már évszázadokkal ezelőtt is híd volt, aminek egy András nevű birtokos volt a tulajdonosa. Az oklevelek 1426-ban említik először.
A 17. század végén Sidy Mihály, az egervári vicekapitány, a sidi Sidy család sarja volt földbirtokos a településen. Az egyik leánya, Sidy Dorottya (1693-1775), boldogfai Farkas János (†1724), egerszegi főszolgabíró helyettesnek a felesége volt; a másik az Sidy Mária, farkaspatyi Farkas Gábor neje lett. III. Károly magyar király 1716. március 16.-án birtokot adományozott a boldogfai Farkas családnak, a három testvérnek, Farkas Istvánnak, Péternek és Jánosnak.
Később, a hottói Nagy család is házasság révén került Andráshidára ahol letelepedett az egyik ága, amikor a farkaspatyi Farkas család egyik leánytagjával házasodtak meg; farkaspatyi Farkas György (1741-1801), táblabíró, földbirtokos, és zétényi Csukás Terézia (1752-1819) asszony egyik lányát vette el hottói Nagy Antal. Hottói Nagy Antal (1785-1852), táblabíró, földbirtokos, aki 1819-től 1825-ig Zala vármegye egerszegi járásának főszolgabírója. Nagy Antal feleségül vette farkaspatyi Farkas Mária (1791-1855) kisasszonyt, és ezúton földbirtokossá vált Andráshidán. Leszármazottjuk hottói Nagy Balázs (1907-1944), birtokos, tartalékos hadnagy volt. Farkaspatyi Farkas György (1741-1801), táblabíró, földbirtokos, és zétényi Csukás Terézia (1752-1819) frigyéből származó lányát, farkaspatyi Farkas Julianna (1789–1847) asszonyt vette el koronghi és tropóczi Gombossy Pál (1771–1844) táblabíró, földbirtokos, aki ezzel földbirtokos lett Andráshidán.
A zalaegerszegi születésű Vizlendvay Imre (1766–1806), szintén kötött olyan házasságot, amely Andráshidára juttatta. Feleségül vette földvári Török Zsófia (1774–1827) kisasszonyt, akinek a szülei földvári Török Péter (1739–1787), szentpáli földbirtokos és nemes Miszell Rozália (1748–1802). Vizlendvay Imre és Török Zsófia fia, vizlendvai Vizlendvay Lajos (1792–1855), andráshidai földbirtokos, aki  feleségül vette rákosi Boros Borbála (1783–1855) özvegyasszonyt, néhai hertelendi Hertelendy Boldizsár (1785–1815), földbirtokosnak az egykori feleségét.
Nemesnépi Zakál György (1761–1822) őrségi őrnagy, református presbiter, közbirtokos, erdőispán és író, aki az első magyar nyelvű tájmonográfia szerzője, amely az Eőrséghnek Leirása címet viseli, szintén Andráshidára került. Feleségével, Janoskó Judittal, és gyermekeivel Senyeházáról költöztek el a 19. század elején. Fiúgyermeke ifjabb Zakál György (1788–1866), táblabíró, andráshidai földbirtokos, akinek a felesége gyulai Gaál Ágnes (1807–1849). Gaál Ágnes szülei gyulai Gaál Gáspár (1763–1825), andráshidai földbirtokos és koronghi Lippics Borbála (1772–1831) voltak.
A zalaegerszegi lakos boczföldi Visy István, aki 1742 és 1746 között zalai esküdt, az első felesége halála után elvette 1750. november 11.-én Andráshidán özvegy Csákányi Antalné nemes Nagy Erzsébet asszonyt, majd odaköltözött az özvegy birtokára. Évekkel később a Nemesnépi Marton család sarja nemesnépi Marton György (1730-1795) zalalövői főszolgabíró, Zalaegerszegen 1761. június 21-én elvette Visy István első feleségétől származó lányát, boczföldi Visi Anna (1743-1817) kisasszonyt, és e házasság révén jutott az andráshidai földbirtokhoz. Marton György és Visy Anna fia ifjabb nemesnépi Marton György (1767-1843) táblabíró, zalalövői járás alszolgabírája ténylegesen települt át Andráshidára Nemesnépről. Édesanyja, özvegy Marton Györgyné Visy Anna asszony Andráshidán hunyt el. Ifjabb nemesnépi Marton György (1767-1843), andráshidai földbirtokos, házasságot kötött a söjtöri nemesi földbirtokos petrikeresztúri Patay család sarjával, Patay Rozáliával (1779–1845), petrikeresztúri Patay László (1738-1795), alsó- és felső-söjtöri földbirtokos, és baranyavári Baranyay Anna (1760-1823) lányával. Marton György és Patay Rozália frigyéből két fiú- és egy leány gyermek született; az egyik fiuk, nemesnépi Marton József (1797-1858), táblabíró, alszolgabíró, aki megörökölte az andráshidai földbirtokot. A másik fivér, Marton Pál pedig a söjtöri Marton féle birtokot örökölte meg. A szabadságharc alatt, Marton Józsefet az osztrák katonák kegyetlenül elverték, mivel amikor ezek kezdték a fosztogatásokat, az andráshidai birtokos úr megparancsolta cselédjeit, hogy a helyi kápolnának a harangját félreverjék, hogy a veszélyt jelezzék. A 19. század elején a nemesvitai Viosz család szintén birtokos lett Andráshidán: Viosz Imre és miskei és monostori Thassy Mária (1797-1873) úrnő gyermekei születtek a helyi kúriájukban. Az egyik gyermekük nemesvitai Viosz Pál (1818-1882), Andráshidán lakott és felesége, szarvaskendi és óvári Sibrik Irén (1832-1879) úrnő volt, kehidai Deák Ferencné Sibrik Erzsébetnek (1768–1803) unokahúga. Viosz Pál öccse, nemesvitai Viosz Lajos (1836-1869), földbirtokos, a "Zalavármegyei Gazdasági Egyesület" alapító tagja, pedig a helyi nemesnépi Marton család sarját, nemesnépi Marton Zsófiát (1842-1900) vette el.
Nemesnépi Marton József és verbói Szluha Rozália (1816-1883) lánya, nemesvitai Viosz Lajosné nemesnépi Marton Zsófia (1842-1900) úrnő volt; két gyermek született abból a házasságból: nemesvitai Viosz Mária (1863–1935) asszonyság, akinek a férje a bagodi születésű boldogfai Farkas Imre (1860–1895), hagyárosi földbirtokos, és nemesvitai Viosz Ferenc (1861–1918), jogász, aki a nagykanizsai főszolgabíró volt. Marton Zsófia második férje, boldogfai Farkas Ferenc (1838-1908) lett, Viosz Lajosnak a legjobb barátja, aki házasságkötése után elköltözött Zalaboldogfáról Andráshidára. Mind Viosz Lajos és Farkas Ferenc gyerekkoruktól fogva az 1848-as eszmékben nevelkedtek, és fiatal korukra a passzív ellenállás szellemében éltek. Boldogfai Farkas Ferenc, Zala vármegye számvevője, pénzügyi számellenőre, vármegyei bizottsági tag, a "Zalavármegyei Gazdasági Egyesület" tagja, a Függetlenségi és Negyvennyolcas Párt lelkes támogatója volt és Marton Zsófia asszony 4 gyermekkel áldotta meg őt. Művelt, elegáns és erős egyéniségű asszony volt nemesnépi Marton Zsófia, aki egyben a nemesnépi Marton család andráshidai ágának az utolsó tagja is volt. Nemesnépi Marton Zsófia úrnő végrendeletében az andráshidai Marton kastélyt idősebb fiára, nemesvitai Viosz Ferencre hagyta. Ezzel a nemesvitai Viosz család a nemesnépi Marton kastélyt örökölte, amelyet később a "Viosz" kastélynak nevezték el.

## Közlekedés
1914-ben felépült a Zielinski Szilárd tervei szerint készült Zala-híd.
A 76-os út várost elkerülő szakaszán kívül itt található a Zalaegerszeg-Andráshida repülőtér. A repülőtér az 1950-es években polgári, majd szovjet katonai repülőtér volt. A Bajánsenye–Zalaegerszeg–Ukk–Boba-vasútvonal itteni régi vasútállomását a vasútvonal villamosításával egybekötött nyomvonal-korrekció során új helyre telepítették 2009-ben. A helyi autóbuszjáratok közül az 1-es, 1A, 1Y 1U járatok járnak Andráshidára.

## Nevezetes andráshidaiak
- Itt született nemesnépi Marton József (1797–1858), táblabíró, egerszegi, majd a lövői járás alszolgabírája, andráshidai földbirtokos.
- Itt élt boldogfai Farkas Ferenc (1838–1908), Zala vármegye számvevője, pénzügyi számellenőre, andráshidai földbirtokos.
- Itt élt dr. boldogfai Farkas István (1875–1921) jogász, a sümegi járás főszolgabírája.
- Itt született lovag vitéz boldogfai Farkas Sándor József (1880–1946) katonatiszt, Zala vármegye Vitézi Rend székkapitánya.
- Itt született nemesvitai Viosz Ferenc (1861–1918) jogász, a nagykanizsai járás főszolgabírája.

## Látnivalók
- Viosz-kastély